# フランシス・バーナード (初代準男爵)
初代準男爵サー・フランシス・バーナード（英: Sir Francis Bernard, 1st Baronet、洗礼日1712年7月12日 - 1779年6月16日）は、18世紀イギリス植民地の管理者であり、ニュージャージー植民地とマサチューセッツ湾直轄植民地の総督を務めた。マサチューセッツにおける妥協しない政策と厳しい戦術が植民地人を怒らせ、植民地の中でイギリスの議会による支配に対して幅広い反対運動を築かせることとなり、アメリカ独立戦争に繋がる出来事が起こった。
1758年にニュージャージー植民地総督に指名され、フレンチ・インディアン戦争の後半で植民地の関与を監督し、植民地議会とは概して友好的な関係を築いた。1760年、マサチューセッツ湾直轄植民地の総督となり、議会と険悪な関係になった。初期の行動で、植民地内の人民主義者を対立させるようになり、イギリスの議会が植民地に課税しようとしたことに対する抗議へのバーナードの反応が、その亀裂を深くさせた。1768年、タウンゼンド諸法に対する抗議が起きた後、バーナードはイギリス軍がボストンに駐屯して、植民地人を抑えることを求めた。バーナードが植民地について批判的になっている文書が出版された後に、本国に呼び戻された。
バーナードはイングランドに戻った後、植民地の事情についてイギリス政府への助言を続け、1773年のボストン茶会事件で頂点に達したマサチューセッツで続く問題に対して、強硬な対応を要求した。1771年に卒中を患い、1779年に大家族を残して死んだ。

## 初期の経歴
フランシス・バーナードは、イングランドの当時バークシャーにあり1974年からオックスフォードシャーに属しているブライトウェル・カム・ソトウェルで生まれた。父は同名のフランシス・バーナード牧師、母はマージェリー（旧姓ウィンスロウ）であり、1712年7月12日に洗礼された。父はその3年後に死んだ。母が再婚したが、母も1718年に天然痘で死んだ。その後のバーナードは数年間叔母に育てられた可能性がある。継父は女性関係に失敗してオランダに逃げるしかなくなっていた。その継父のアンソニー・アルソップは数年後にバークシャーに戻り、バーナードの養育者の役割を続けた。バーナードの正式な教育は1725年にウェストミンスター・スクールで始まり、その後オックスフォードで数年間を過ごし、1736年にクライスト・チャーチから文学修士号を得た。ミドル・テンプルで法律を学び、僅か4年後（通常ならば7年）の1736年には法廷弁護士として認められた。リンカン市に移って法律実務を開始し、同市の様々な役職を務めた。リンカンでの隣人の中にはパウナル家がおり、植民地管理部に務めた息子のジョンや、1753年に北アメリカに渡り、1757年にはマサチューセッツ湾植民地の総督に指名されたトマスが居た。
バーナードは1741年12月、ダービーシャーの保安官の娘アメリア・オフリーと結婚し、大勢の子供に恵まれた。1757年までに8人の子供ができ、存命だった。この大家族を養うために大きな収入を得る見込みはロンドンでは希薄だったので、植民地での役職を求めることに決めた。ジョン・アダムズは後にバーナードについて、「大変不名誉なほど強欲であり、同時に養う大家族が居るので困窮していた」と表現していた。

## ニュージャージー植民地総督

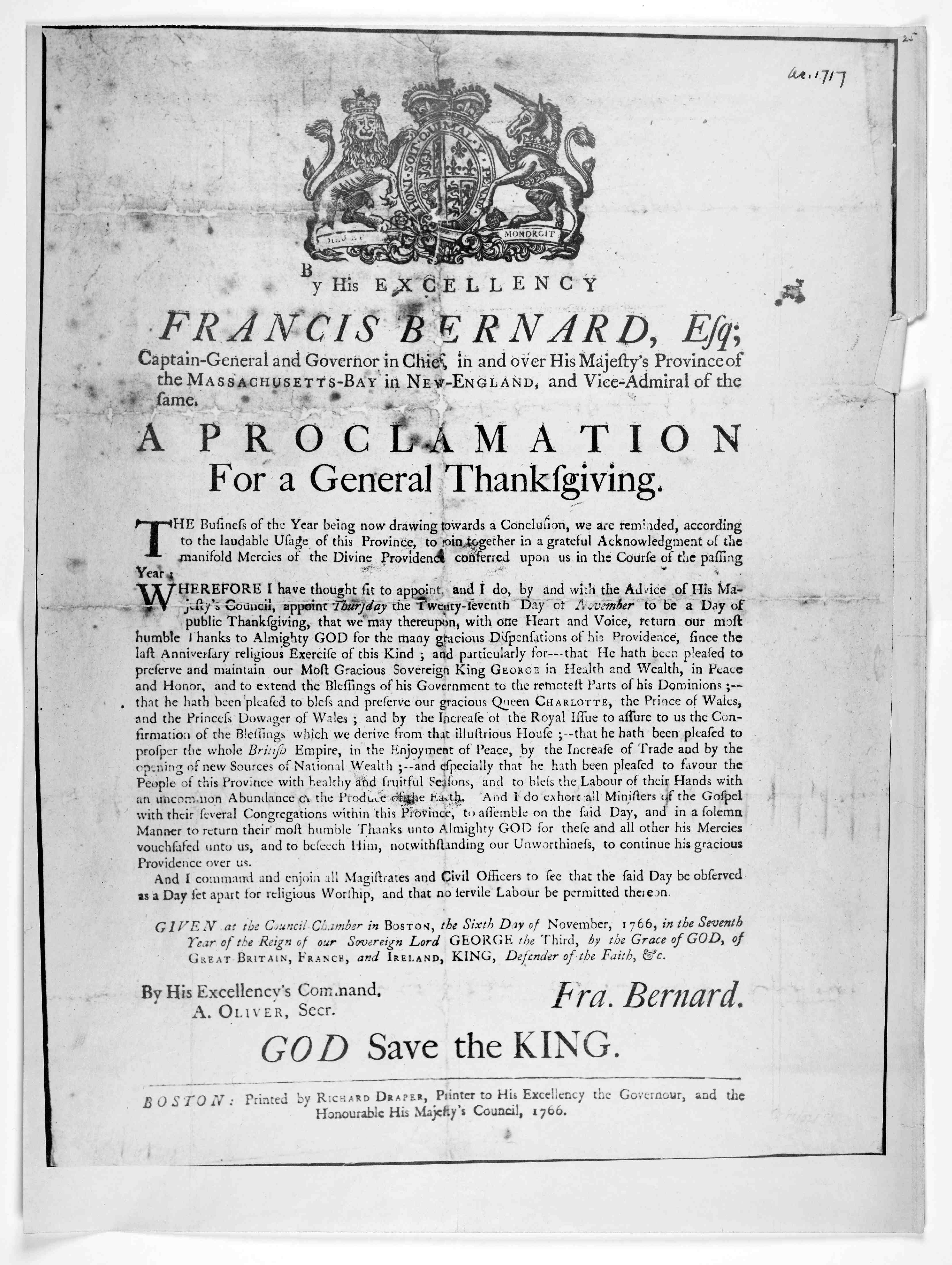
バーナード総督が発行した一般感謝状、1766年11月

バーナードの妻はバーリントン卿の従妹であり、バーリントンは1755年に枢密院議員になった。このバーリントンおよびパウナル家へのコネを通じて、バーナードは1758年1月27日にニュージャージー植民地総督の指名を得た可能性がある。その地位はジョナサン・ベルチャーの死によって空いていた。バーナード夫妻は子供の何人かを親戚の所に残し、4人の子供だけを連れて北アメリカに向けて旅立ち、6月14日にニュージャージーのパースアンボイに到着した。
バーナードが植民地に到着したときはフレンチ・インディアン戦争の渦中にあった。ニュージャージーの議会と良好な動かせる関係を築き、軍隊を立ち上げ、継続する戦争を遂行するための予算を確保するよう植民地を説得できた。ニュージャージーとペンシルベニア植民地の間で、またインディアン部族（レナペ族がニュージャージーの主要な関心だった）との間で、植民地とインディアンの領土の境界を固定させる協定であるイーストン条約に調印した。これによってフロンティアに対する襲撃を減らし、植民地の軍事力をヌーベルフランスとの戦争に宛てることを可能にしたので、重要なことだった。バーナードが交渉したこの条約とその他協定はニュージャージーに対して残っていたインディアンの領有権の全てを消失させた。レナペ族との交渉は、初めての正式なインディアン居留地の設立にも繋がった。それが現在のインディアンミルズに近いブラザートンである。この居留地は人口が少なくなり、1801年には残っていた住人がアップステート・ニューヨークのストックブリッジ・インディアンに合流して、居留地が消滅した。

## マサチューセッツ湾直轄植民地総督

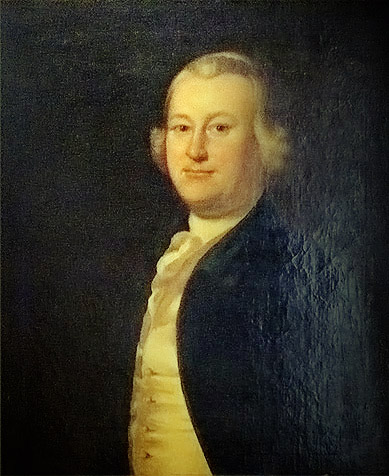
ジェイムズ・オーティス・ジュニア、バーナードの主要な敵対者だった。この肖像画は画家ジョセフ・ブラックバーンによる

バーナードは植民地管理部とのコネで影響力を持っていたが、1759年遅くにマサチューセッツ湾直轄植民地総督に指名された。通信の遅れと移動の鈍さのために、バーナードがボストンに到着したのは1760年8月2日になってからだった。当初は暖かく迎えられたが、マサチューセッツにおけるその任務は難しいものになった。王室指名の役人（政府と税関の役人を含む）が、航海法に違反して捕まえられた船から利益の分け前を得ていたこともあり、航海法を積極的に強制しようとした。これら捕獲に関する法的手続きは、王室が指名した判事の前で、陪審員の居ない海事裁判所で審問されることとなり、極めて不人気だった。バーナードは副総督のトマス・ハッチンソンを植民地の最高裁判所首席判事に指名することで、いきなりジェイムズ・オーティス・ジュニアと敵対した。その首席判事の地位は、それ以前の総督数人によって、オーティスの父に約束されていたものだった。オーティス・ジュニアはその裏切りに動揺し、海事裁判所の法務官の地位（王室の代表、総督の検察官に相当）を辞任し、その代わりに商人がその船舶を防衛するために弁論することに（時には無報酬で）奉じた。バーナードが就任して初期のこの行動は、イギリスの植民地政策に反対する「人民党」（オーティスが率いた）と、それを支持する「王室党」（ハッチンソンが率いた）との間に明確な線を引くことになった。
1760年後半、イギリス王ジョージ2世の死去に伴い、税関の収税吏に援助令状を再発行することが必要となり、バーナードの難しさが複雑になった。これら令状は基本的に制約の無い捜索令状であり、法的に議論のあるものであり、大変不人気だったので、後のアメリカ合衆国憲法では明確に禁止されることになったものだった。ハッチンソンが首席判事として最初に行ったことがこの令状の承認であり、その人気が無くなった。その令状がイギリス臣民の権利に違背していると主張したオーティスが人気を得ることになった。1761年5月には植民地議会議員に選出され、そこでバーナードの政策に対して攻撃を続ける立場になった。1761年、議会の会期で、オーティスはマウントデザート島（現メイン州）のバーナードへの寄贈を画策し、税関による押収からバーナードの注意を逸らす策略に部分的に成功した。
バーナードの不人気は、1763年の砂糖法や1765年の印紙法など他の課税関連諸法を通じて続いた。この両法が成立して抗議行動が起こる中、印紙法に対する反応で街中で暴動が起こり、また植民地内の多くの派閥が総督に対抗して統合された。1767年、イギリスの議会でタウンゼンド諸法が成立し、各植民地では再度抗議の嵐が起こった。マサチューセッツでは植民地議会が、他の植民地に送る回状を発行し、タウンゼンド諸法で課税される商品のボイコットに加わるよう呼びかけた。1768年4月、バーナードは、当時創設されたばかりの植民地担当大臣に指名されたヒルズボロ伯爵ウィルズ・ヒルから、回状の回収が出来ないのであれば、議会を解散するよう命令された。議会がこれを拒み、バーナードは7月に議会を解散した。
アメリカ独立戦争に関する歴史家ポーリン・メイアーは、バーナードがロンドンに送った手紙がイギリスの役人に大きな影響を与えたが、それらは現実を「歪めて」しまったと言っている。「派閥」が例えば反対のための主要な手段として暴力を取り入れたという誤った説得が、急進派の平和維持努力と認識させないようしていた。...バーナードの慎重な証言が貧弱な証拠を作り上げたことは同じくらい危険だった、と言っている。歴史家のG・B・ウォーデンは、バーナードがあからさまにロンドンに軍隊を要請するようなことはしないようにしていたが、その誇張された証言が、それを必要としているこを強く示唆していた、と主張している。1767年秋、バーナードはボストンでいつか暴動が起こる可能性について警告し、また1768年の騒動については「確かにヒルズボロ卿には、ボストンで服従を強いるには軍隊が唯一の方法であるという印象を与えた」大げさな報告をしていた。ウォーデンは、ボストンの他の重要な役人が、ロンドンに宛てて「同じようなヒステリー状態」について文書を送っていたことにも注目している。1768年10月には4,000名のイギリス軍がボストンに到着し、さらに緊張感を高めた。バーナードは地元の新聞でけなされ、イギリスの大臣に状況を誤解させる文書を送ったと非難された。それらの文書を公開するよう申し立てを受けたが、それを拒否した。ロンドンの反対派の代理人がその文書の幾らかを取得でき、1769年4月にはボストンの「自由の息子達」のもとに届けられた。それらの文書は直ぐに、急進派の「ボストン・ガゼット」で掲載され、総督評議会の審議結果も載せられた。特に1つの文書は、マサチューセッツの憲章を変更し、評議会の依存度を増すことで総督の権限を強化することをバーナードが要求していたので、特に厳しい取り扱いを受ける対象となった。議会は「彼を永遠に植民地総督の座から排除すること」を正式に要求することとなった。バーナードはロンドンに呼び戻され、副総督のハッチンソンが総督代行となった。バーナードが8月1日にボストンを離れたとき、町は即座に祝いの祭りを行い、自由の木を飾りつけ、教会の鐘を鳴らした。
バーナードのマサチューセッツでの業績には、ハーバード大学のハーバード・ホールの設計や、現ボストン市内ジャマイカ・プレーンのポンド通り夏の家の建設があった。

## イングランドへの帰還

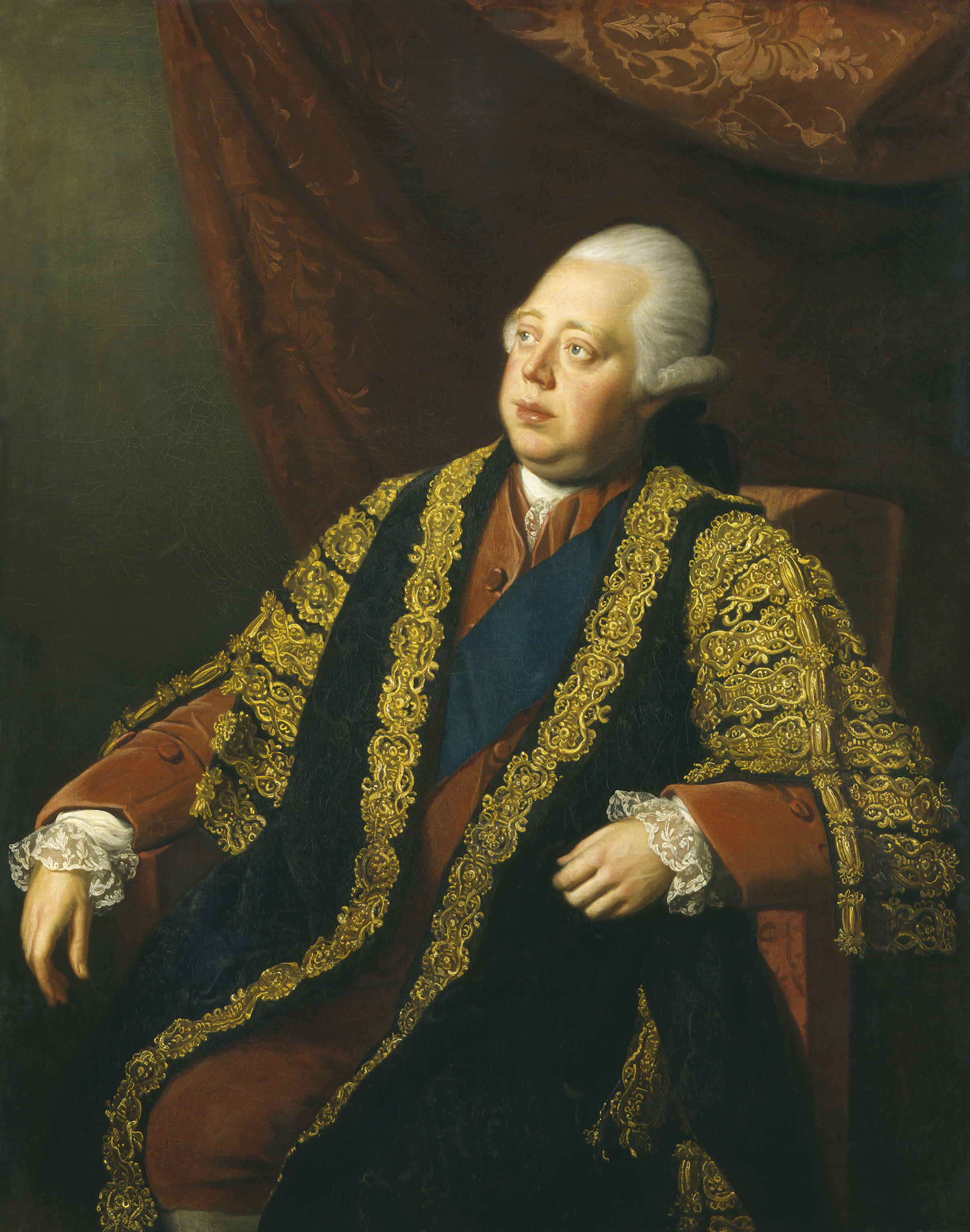
イギリス首相のノース卿フレデリック・ノース、バーナードに植民地の事情を聴いた。肖像画はナサニエル・ダンスの制作

バーナードがイングランドに戻ると、その植民地支配に対する請願に関して聴聞を求め、受け入れられた。1770年2月の枢密院は、請願書を検討し、審査後に告発の全てを「根拠なし、職権乱用、醜聞」として却下した。バーナードはこのように自分の正当性を証明したにも拘わらず、1771年には総督を辞任した。マウントデザート島の所有権は確認された。これは1761年に彼に与えられた時から、その認証を求めていたものだった。その奉職に対して准男爵の位と1,000ポンドの年金を約束されていたが、イングランド帰還後に、年金は500ポンドに減らされたことを知った。ネトルハムの準男爵位は王室の費用で与えられた。この年金に関する上告は当初却下されたが、1770年にノース卿フレデリック・ノースが首相になると、年金が増額されたが、その後直ぐにアイルランド歳入委員会のコミッショナーに指名されることで置き換えられた。その職から同額の給与を得られた。
バーナードは植民地に関する事項でノース政権のアドバイザーになった。前任者のトマス・パウナルよりも概して強硬路線を採った。パウナルは議会で植民地の利益のために代弁する方だった。1771年にバーナードが行った提案には、議会によって選ばれるのではなく、総督が指名する評議員など、植民地の政治的な力を厳しく拘束する、1774年マサチューセッツ統治法で中心となる考えが含まれていた。バーナードはベンジャミン・フランクリンが植民地の代理人として認知されることに関する問題で、1つの役割も果たした可能性がある。フランクリンの認知が植民地担当大臣に拒絶された後、フランクリンは別室でバーナードと遭遇した。伝記作者のコリン・ニコルソンは、バーナードの大臣に対するアドバイザーとしての存在が、大臣の検討していた「マサチューセッツに関するアメリカの手段に事実上影を投げかける」ものだったと言っている。というのも、植民地人とロンドンの政府の間の信頼関係を壊し、マサチューセッツ政治を先鋭化させたことに、バーナードが関わっていたからだった。
1774年、ノース政権がボストン茶会事件に対する対応を検討している時に、バーナードは「貿易と統治に関する選別文書」を出版し、植民地で続いている問題にどう対処するかという提案を入れていた。それには、イギリスの議会にアメリカの代議員を入れることで、イギリスと急進派アメリカ人の制度的不平を和らげることを提案していた。この「貿易と統治に関する選別文書」において、1764年に起草した「法と政治形態に関する原則」という随筆を含めており、帝国の統治に関する見解を逐一披瀝していた。その考えの幾つかは法制化された。その中でもマサチューセッツ統治法の中に組み入れられたものがあり、ボストン港を閉鎖すると言う提案はボストン港法として法制化された。これはロンドンであっても、植民地に同情的なトマス・パウナルなどを激怒させた。

## 晩年と死
1771年後半、子供の時から親しかった従弟が死んで、ネザー・ウィンチェンドンの荘園を遺贈された。アイルランドの役職を受けた後に、家族の様々なメンバーがどこに住むかという不確かな問題と組み合わされ、状況によって生じたストレスにより、バーナードは卒中を患った。体の動きが損なわれたが、サマセットのバースで温泉に入り、体の快復が促された。アイルランドの地位については辞職を申請し、ネザー・ウィンチェンドンの荘園に入った。1774年、その辞意が認められ、母校であるクライスト・チャーチから名誉民法博士号を贈られた。その健康状態故に、1772年には近くのアリスバーリーの小さな家に移転した。バーナードは1779年6月16日、ネザー・ウィンチェンドンでてんかんを起こした後に死んだ。

## 遺産
バーナードは、マサチューセッツで経験した問題が個人的なものだと考えることはなかった。その責任を認める代わりに、ロンドンから実行を指示されていたことから発する政治に関する問題の責にしていた。ジョン・アダムズは、バーナードのマサチューセッツの事情に関する「敵対的報告書」は、イギリス政府の政策立案者をして植民地の利益に反する方向に向けさせることになったと記した。アメリカ独立戦争が始まった後、マサチューセッツで「政府に対する著名な陰謀家」のリストの先頭にバーナードの名前が挙げられ、そこにあった彼の資産の大半が没収された。マウントデザート島はその全体が没収されたわけではなかった。バーナードの息子のジョンは戦中にメインに住んでおり、アメリカ人の側に付き、島の半分についてマサチューセッツから権利を受けることができた。
1786年、マサチューセッツ州知事にジェイムズ・ボーディンが選出されたとき、ウィリアム・ゴードン牧師がその説教で、ボーディンはバーナードが行っていたように州議会の危険性を無視していると警告した。
ニュージャージー州ビールタウンは、1715年頃に最初に入植され、バーナーズ・タウンシップにあった町だが、1840年にバーナードの栄誉を称えてバーナーズビルと改名された。マサチューセッツ州バーナーズトンは、バーナードが総督だったときに法人化され、かれにちなんで名付けられた。バーナード自身はマサチューセッツ州バークシャー郡を生まれ故郷によって、同州ピッツフィールド市をイギリスの首相大ピットにちなんで名付けた。

## 関連図書
- Nicolson, Colin (1991). “Governor Francis Bernard, the Massachusetts Friends of Government, and the Advent of the Revolution”. Proceedings of the Massachusetts Historical Society (Third Series, Volume 103):  pp. 24–113. JSTOR 25081034.

Nicolson, Colin, ed. The Papers of Francis Bernard, Governor of Colonial Massachusetts, 1760-69, 6 vols. Colonial Society of Massachusetts and Univ. of Virginia Press, Boston: 2007-. Vols. 1 to 3 published to date.